# Kourtney i Kim jadą do Nowego Jorku
Kourtney i Kim jadą do Nowego Jorku (ang. Kourtney and Kim Take New York) – amerykański reality show wyemitowany po raz pierwszy na kanale E! 23 stycznia 2011 roku.
Kourtney i Kim po raz kolejny opuszczają Los Angeles, aby otworzyć trzeci sklep D-A-S-H tym razem w Nowym Jorku. W sierpniu 2011 ogłoszono, że powstanie drugi sezon show, po to, aby Kim mogła być blisko męża. We wrześniu 2011 Kim i Kourtney rozpoczęły zdjęcia do drugiego sezonu. Jego premiera odbyła się 27 listopada 2011.

## Występują
- Kourtney Kardashian – najstarsza córka Kris Jenner i Roberta Kardashiana
- Kim Kardashian – córka Kris Jenner i Roberta Kardashiana
- Scott Disick – partner Kourtney
- Mason Dash Disick – syn Kourtney i Scotta Disicka
- Kris Humphries – amerykański koszykarz, występujący w lidze NBA oraz mąż Kim

## Odcinki

### Sezon 1
| N/o | Tytuł odcinka                 | Polski tytuł            | Premiera amerykańska | Widownia amerykańska (w milionach) | Opis odcinka |
| --- | ----------------------------- | ----------------------- | -------------------- | ---------------------------------- | --- |
| 1   | Life in the Big City          | Życie w wielkim mieście | 23 stycznia 2011     | 3.01                               | Kourtney i Kim przyjeżdżają do Nowego Jorku. Kourtney cieszy się z towarzystwa Scotta i, ku rozczarowaniu Kim, chce razem z nim zamieszkać w hotelu.    |
| 2   | Start Spreading the News      | Zdjęcia w mediach       | 30 stycznia 2011     | 3.17                               | Scott wdaje się w bójkę w barze a Kourtney zbyt pochopnie wyciąga wnioski. Kim z przerażeniem odkrywa, że magazyn udostępnił prowokacyjne zdjęcia.      |
| 3   | Hangover Helpers              | Ochroniarz w mieście    | 13 lutego 2011       | 1.55                               | Kim z powrotem romansuje z australijskim ochroniarzem Shengo. Kourtney boi się, że siostra działa zbyt szybko. Scott wydaje spore sumy pieniędzy.       |
| 4   | Diva Las Vegas                | Urodziny Kim            | 20 lutego 2011       | 2.18                               | Z okazji urodzin Kim, Kourtney jedzie z Kim do Las Vegas i zmusza siostrę, aby zrobiła coś szalonego, zanim skończy 30 lat.                             |
| 5   | Down and Out in New York City | Na dnie w Nowym Jorku   | 21 lutego 2011       | -                                  | Kim jest zrozpaczona, kiedy odkrywa, że Shengo kończy się wiza. Zastanawia się, jak zatrzymać go w kraju. Kourtney i Scott walczą o chwilę prywatności. |
| 6   | Dream A Little Dream          | Takie małe marzenie     | 6 marca 2011         | 1.99                               | Kim dostaje propozycję nagrania singla z gwiazdą muzyki The Dream, ale trema ją onieśmiela. Scott swoim zakupem wyprowadza Kourtney z równowagi.        |
| 7   | Straight Expectations"        | Błędne założenie        | 13 marca 2011        | 2.07                               | Kourtney próbuje udowodnić Kim, że nowy doradca zakupowy jest zupełnie kimś innym, niż sądzi jej siostra. Tymczasem Kourtney i Scott znowu się kłócą.   |
| 8   | A Dash of Respect             | DASH w Nowym Jorku      | 20 marca 2011        | 1.99                               | Khloe wraca do Nowego Jorku na uroczyste otwarcie DASHa. Kim z zazdrością patrzy na relacje Khloe i Kourtney. Scott zatrudnia asystenta.                |
| 9   | In a New York Minute          | Rola życia              | 27 marca 2011        | 2.10                               | Kourtney dostaje rolę w operze mydlanej One Life to Live. Kim staje przed trudnym wyborem: czy pójść na imprezę Scotta, czy spełniać rozkazy matki?     |
| 10  | One Last Dash                 | Trudne decyzje          | 3 kwietnia 2011      | 2.07                               | Kim nie wie, czy opuścić Nowy Jork. Zastanawia się nad przeprowadzką na drugi kraniec kraju. Kourtney i Scott spędzają razem wieczór.                   |

### Sezon 2
| N/o | Tytuł odcinka         | Polski tytuł | Premiera amerykańska | Widownia amerykańska (w milionach) | Opis odcinka |
| --- | --------------------- | ------------ | -------------------- | ---------------------------------- | ------------ |
| 1   | The Honeymoon is Over | -            | 27 października 2011 | -                                  | -            |
| 2   | Go Get Your Man       | -            | 4 grudnia 2011       | -                                  | -            |
| 3   | Three's a Crowd       | -            | 11 stycznia 2011     | -                                  | -            |
| 4   | True Colors           | -            | 18 stycznia 2011     | -                                  | -            |
| 5   | Questionable Actions  | -            | 1 stycznia 2012      | -                                  | -            |
| 6   | Cat's Away Mice Play  | -            | 8 stycznia 2012      | -                                  | -            |
| 7   | Kim Takes Dubai       | -            | 8 stycznia 2012      | -                                  | -            |
| 8   | Family Therapy        | -            | 15 stycznia 2012     | -                                  | -            |
| 9   | Voices From Beyond    | -            | 22 stycznia 2012     | -                                  | -            |
| 10  | Goodbye, New York     | -            | 29 stycznia 2012     | -                                  | -            |